# Grießkogel (Steinernes Meer)
Der Grießkogel oder Grieskogel (fälschlicherweise auch Niederbrunnsulzenkopf) ist ein 2543 m ü. A. hoher Berg im Steinernen Meer auf der Grenze zwischen dem Land Salzburg und Bayern.
Er liegt zwischen Wildalmrotkopf und Totem Weib südlich des Funtenseetauern, mit dem er durch die Ledererköpfe verbunden ist. Südöstlich vorgelagert befindet sich der nur einen Meter niedrigere Grießbachrotenkopf. Rund 400 Meter südlich des Grießkogels liegt der Sattel Niederbrunnsulzen, nordwestlich schließt das Ledererkar und nordöstlich die Steinige Grube an.
Die Große Reibn führt am Grießkogel vorbei (über Lange Gasse und Niederbrunnsulzen), ebenso die südliche Variante des Übergangs von der Wasseralm zum Kärlingerhaus am Funtensee. Der Gipfel kann nur weglos erreicht werden, es gibt keine markierten Steige.